# Ольгино (Новгородская область)
Ольгино — деревня в Окуловском муниципальном районе Новгородской области, относится к Боровёнковскому сельскому поселению.
Деревня расположена на севере восточного берега озера Вялое у истока реки Вялка на Валдайской возвышенности, в 26 км к северо-западу от Окуловки (37,5 км по автомобильной дороге), до административного центра сельского поселения — посёлка Боровёнка 12 км (15 км по автомобильной дороге).
До 2005 года относилась к Торбинскому сельсовету. С 2006 года все сельсоветы района были упразднены, деревня вошла в состав Боровёнковского сельского поселения.
На юге восточного берега озера Вялое, в 2 км от Ольгино, находится деревня Вялое Веретье.
| 2010 |
| ---- |
| 9    |

## Достопримечательности
Усадьба И. Упенека. Парк (2,8 га).

## Транспорт
Ближайшая железнодорожная станция расположена в посёлке Торбино в 3 км от деревни. Через деревню проходит автомобильная дорога из посёлка Торбино в Боровёнку.